# Kosmos 41
Kosmos 41 – pierwszy pomyślnie wyniesiony radziecki satelita telekomunikacyjny i pierwszy wystrzelony satelita serii Mołnia. Jego misja powiodła się częściowo.

## Przebieg misji
Satelita został wyniesiony na orbitę parkingową z ostatnim członem rakiety nośnej. Przy pierwszym okrążeniu Ziemi, nad Afryką, człon ucieczkowy wprowadził statek na silnie wydłużoną orbitę. Kształt orbity, zwany od satelitów Mołnia, orbitą „Mołnia”, pozwalał zapewniać łączność nad terytorium ZSRR przez około 8 godzin na dobę. Umożliwiał także łączność z oboma biegunami.
Nierozłożenie się głównej anteny spowodowało, że statek był użyteczny tylko w ograniczonym stopniu i nie mógł przeprowadzać transmisji telewizyjnych, do czego był przeznaczony.
Powrót satelity do atmosfery w 2004 roku był obserwowany przez astronomów. Obiekt oznaczany przez 1964-049D zanikł 9 kwietnia o godzinie 03:17 GMT ± 7 minut. Obiekt oznaczy przez 1964-049E, najpewniej właśnie satelita, wszedł w atmosferę 7 maja 2004 około godziny 06:15 GMT.

## Nieudana próba
Start pierwszego radzieckiego satelity telekomunikacyjnego przewidziany był na 4 czerwca 1964, jednak próba ta nie udała się – zniszczeniu uległa rakieta i ładunek. Satelita oznaczany jako Mołnia 1-2 miał zostać wyniesiony rakietą Mołnia 8K78 z kosmodromu Bajkonur. W 104 sekundzie lotu zacięcie się przepustnicy silnika I członu sterowanej serwomotorem spowodowało utratę ciągu i upadek rakiety na ziemię. Była to pierwsza próba wyniesienia satelity typu Mołnia. Niepowodzenie zostało oznaczone w katalogach COSPAR i SATCAT, odpowiednio przez 1964-F07
i F00302.